# Claude Bourbonnais
Pour les articles homonymes, voir Bourbonnais.
Pas d'image ? Cliquez ici
Claude Bourbonnais est un pilote et instructeur automobile né le 24 juin 1965  à l'Île Perrot, Québec, au Canada.
Il débute en karting en 1983 et décroche le titre de champion du Québec de F-125 en 1984. En 1985, il fait le saut dans le championnat canadien de Formule 2000 où il est nommé « Recrue de l’année ». En 1987, il remporte sa première victoire au Mont-Tremblant. Il est champion canadien en 1988 et 1989  grâce à un total de douze victoires durant ces deux saisons.
En 1989, il participe aussi à sept manches du championnat de Formule Atlantique et remporte trois courses à Lime Rock Park au Connecticut, à Road America au Wisconsin et Topeka au Kansas.
En 1990, il termine deuxième de la division Atlantique du championnat de Formule Atlantique grâce à deux autres victoires à Lime Rock Park et Topeka, et remporte l’épreuve de Vancouver dans la division Pacifique. Cette même année, il participe à une épreuve de Formule 3000 au Mans. L’année suivante, il retourne au Mans, cette fois pour les 24 heures au sein de l’équipe Courage.
En 1992, il entreprend une saison extrêmement prometteuse en Formule 2 britannique en terminant 4e à Oulton Park, 3e à Donington et 5e à Brands Hatch. Après trois courses, il est troisième au classement des pilotes mais doit abdiquer, faute de budget.
En 1993, il revient en Formule Atlantique et signe sept victoires : Long Beach, Milwaukee, Mosport, Toronto, Loudon, Vancouver, et Nazareth Speedway en Pennsylvanie. Il termine 2e au championnat derrière David Empringham et devant son coéquipier Jacques Villeneuve.
En 1994, il participe à cinq épreuves de la série CART. En 1995, il fait une saison partielle en Indy Lights et complète en 1996. Il triomphe à Vancouver en 1996. En 1997, en plus de faire quatre courses Indy Lights, il obtient une chance de dernière minute pour tenter de se qualifier pour les 500 miles d’Indianapolis, ce qu’il réussit en se qualifiant à la 32e place. Il ne complétera que neuf tours en course, trahit par sa mécanique.
En 1998 et 2000, il prend le départ de deux épreuves de la série Grand-Am à Watkins Glen et Trois-Rivières.
En 2003 il prend part au GP de Trois Rivieres au volant de la Jaguar de Paul Gentilozzi en série Trans-Am.
Il dirige maintenant une école de conduite hivernale à Vaudreuil dans la région de Montréal. En 2018 il commence une carrière en politique en étant candidat de la Coalition avenir Québec lors des élections générales québécoises dans Vaudreuil où il termine 2ème.

## Résultats électoraux
|                                                                                               | Nom                             | Parti               | Nombre de voix | %      | Maj.  |
| --------------------------------------------------------------------------------------------- | ------------------------------- | ------------------- | -------------- | ------ | ----- |
|                                                                                               | Marie-Claude Nichols (sortante) | Libéral             | 15 143         | 39,9 % | 2 765 |
|                                                                                               | Claude Bourbonnais              | Coalition avenir    | 12 378         | 32,6 % | -     |
|                                                                                               | Philip Lapalme                  | Parti québécois     | 3 813          | 10,1 % | -     |
|                                                                                               | Igor Erchov                     | Québec solidaire    | 3 811          | 10 %   | -     |
|                                                                                               | Jason Mossa                     | Vert                | 1 026          | 2,7 %  | -     |
|                                                                                               | Ryan Robertson                  | Conservateur        | 644            | 1,7 %  | -     |
|                                                                                               | Ryan Young                      | NPD Québec          | 568            | 1,5 %  | -     |
|                                                                                               | Daniel Pilon                    | Citoyens au pouvoir | 343            | 0,9 %  | -     |
|                                                                                               | Camille Piché-Jetté             | Bloc pot            | 206            | 0,5 %  | -     |
| Total                                                                                         | Total                           | Total               | 37 932         | 100 %  |       |
| Le taux de participation lors de l'élection était de 65,7 % et 508 bulletins ont été rejetés. |                                 |                     |                |        |       |